# 乌达勒
乌达勒（法語：Oudalle，法語發音：[udal]）是法国滨海塞纳省的一个市镇，属于勒阿弗尔区。

## 地理
乌达勒（49°30'20"N, 0°17'53"E）面积9.65 平方千米，位于法国诺曼底大区滨海塞纳省，该省份为法国北部沿海省份，其西部及北部濒大西洋英吉利海峡，东起顺时针与索姆省、瓦兹省、厄尔省和卡爾瓦多斯省接壤。
与乌达勒接壤的市镇（或旧市镇、城区）包括：圣欧班-鲁托、桑杜维尔。

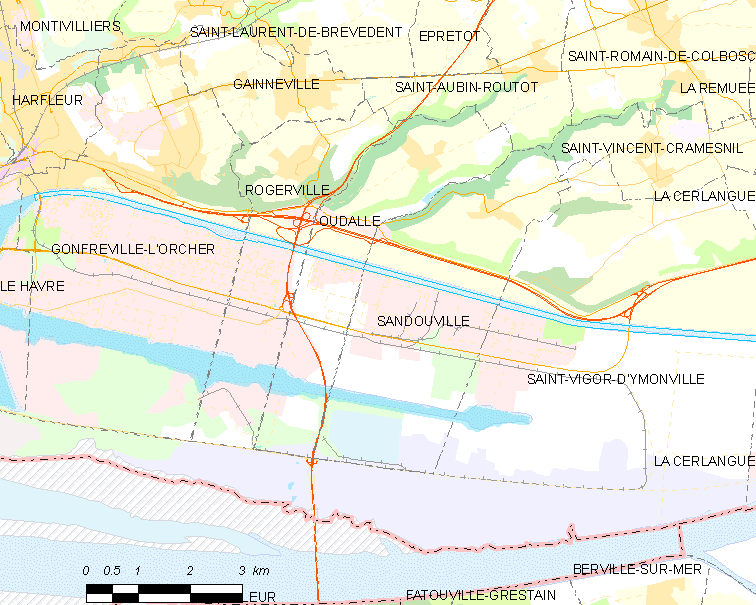
乌达勒的OSM定位图

乌达勒的时区为UTC+01:00、UTC+02:00（夏令时）。

## 行政
乌达勒的邮政编码为76430，INSEE市镇编码为76489。

## 政治
乌达勒所属的省级选区为圣罗曼-德科尔博斯克县。

## 人口

1962-2008年间乌达勒人口变化图示

乌达勒于2022年1月1日时的人口数量为499人。